# Álgebra elementar

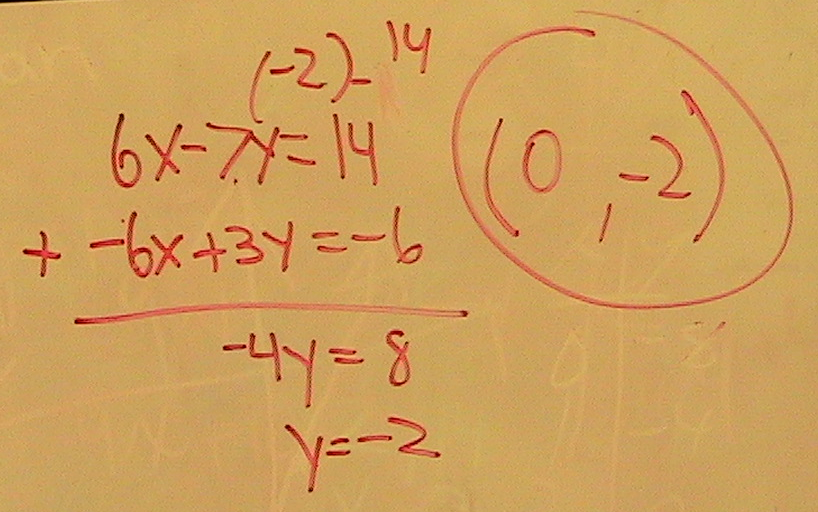
Problema de álgebra

Álgebra elementar é uma forma fundamental e relativamente básica da álgebra, ensinada a quem presume-se ter pouco ou nenhum conhecimento formal de matemática além da aritmética. A maior diferença entre a álgebra e a aritmética é a inclusão de variáveis. Enquanto na aritmética usa-se apenas os números e suas operações (como +, −, ×, ÷), na álgebra também se usam variáveis tais como x e y, ou a e b em vez de números. Ademais, problemas aritméticos devem ser resolvidos sempre da esquerda para a direita, conservados as regras de ordenação das operações (Potências, Expoentes, Multiplicação e Divisão, Soma e Subtração). Em 2021, um problema aritmético  viralizou por confundir calculadoras programadas para resolver problemas algébricos. 

## Características da álgebra

### Variáveis
Uma variável é uma letra ou símbolo que se utiliza para representar números. O objetivo do uso de variáveis é permitir generalizações em matemática. Isso é útil porque:
- Permite que equações (e desigualdades) aritméticas sejam formuladas como leis (como em {\displaystyle a+b=b+a} para todo a e b), e como tal é o primeiro passo para o estudo sistemático das propriedades dos números reais;
- Permite a referência a números que não são conhecidos. No contexto de um problema, uma variável pode representar um determinado valor que ainda é desconhecido, mas que pode ser encontrado através da formulação e manipulação de equações;
- Permite a exploração de relações matemáticas entre quantidades (como em "se você vender x ingressos, então seu lucro será {\displaystyle 3x-10} reais").

Esses são os três enfoques da álgebra elementar, o que a distingue da álgebra abstrata, um tópico mais avançado geralmente ensinado a estudantes do ensino superior.

### Expressões
Em álgebra elementar, uma expressão pode conter números, variáveis e operações aritméticas. Esses são usualmente escritos (por convenção) com termos 'de maior potência' à esquerda (ver polinômios); alguns exemplos:
{\displaystyle x+3}
{\displaystyle y^{2}+2x-3}
{\displaystyle {\frac {z^{7}+a(b+x^{3})+42}{y-\pi }}.}
Em álgebra mais avançada, uma expressão pode incluir também funções elementares.

### Operações

#### Propriedades das operações
| Operação      | Notação      | comutativa           | associativa                        | Elemento neutro                       | operação inversa |
| ------------- | ------------ | -------------------- | ---------------------------------- | ------------------------------------- | ---------------- |
| Adição        | a + b        | a + b = b + a        | (a + b) + c = a + (b + c)          | 0, que preserva os números: a + 0 = a | Subtração ( - )  |
| Multiplicação | a × b ou a•b | a × b = b × a        | (a × b) × c = a × (b × c)          | 1, que preserva os números: a × 1 = a | Divisão ( / )    |
| Potenciação   | ab ou a^b    | Não comutativa ab≠ba | Não associativa (a^b)c=abc ≠a(b^c) | 1, (apenas à direita): a1 = a         | Radiciação       |

### Equações
Uma "equação" é a afirmação que duas expressões são iguais e permanecem iguais. Algumas equações são verdadeiras para todos os valores das variáveis envolvidas (como em {\displaystyle a+b=b+a}); essas equações são chamadas "identidades". Outras equações são verdadeiras somente para alguns valores das variáveis envolvidas: {\displaystyle x^{2}-1=4} Os valores das variáveis que fazem a equação verdadeira são chamados as "soluções" ou "raízes" da equação.